# Adolfo Díaz Recinos
Adolfo Díaz Recinos (Esparza, Provincia de Puntarenas, 15 de julio de 1875 - San José, 29 de enero de 1964) fue un administrador de empresas y político nicaragüense, quien fue el presidente de Nicaragua en dos ocasiones, primero entre el 9 de mayo de 1911 y el 1 de enero de 1917 y luego desde el 14 de noviembre de 1926 hasta el 1 de enero de 1929.

## Biografía
Nació en Esparza, el 15 de julio de 1875, durante el exilio político de su padre. Fueron sus padres, el general José del Carmen Díaz Reñazco, nicaragüense, y Francisca Recinos, costarricense. Su padre participó como ayudante del general Fernando Chamorro en la Guerra Nacional de Nicaragua.
Se desempeñó como secretario de la "La Luz y Los Angeles Mining Company", una empresa estadounidense de Delaware, que poseía las minas de oro más grandes en el este de Nicaragua. Esto le permitió establecer fuertes lazos con la Legación estadounidense en Managua y llegar a ser hombre de confianza.

## Revolución libero-conservadora de 1912

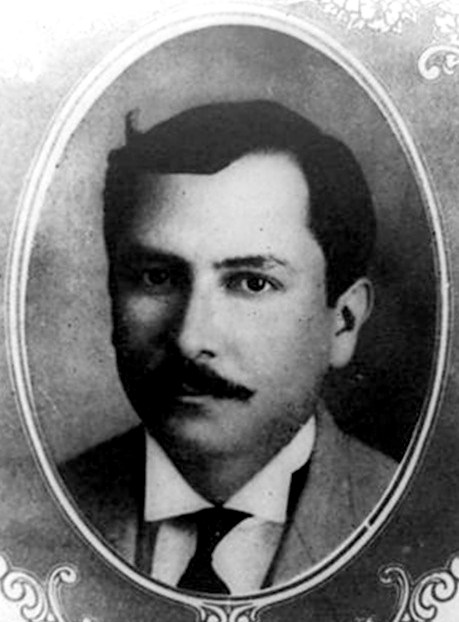
Diaz en 1912.

Durante su primer mandato tuvo que enfrentar la rebelión de los generales Luis Mena Vado, un conservador y su Ministro de la Guerra, y Benjamín Zeledón un héroe militar liberal, en la mal llamada "Guerra de Mena" entre el 29 de julio y el 6 de octubre de 1912. 
En esta corta y cruenta guerra civil contó con el apoyo del General Emiliano Chamorro al mando de las tropas conservadoras leales de la Constabularia y del Cuerpo de Marines de los Estados Unidos que ocuparon el país a su solicitud.
Los revolucionarios lograron tomar las ciudades de Granada, Masaya, León, Chinandega, sitiar la capital Managua y operar en el departamento de Carazo. También hubo alzamientos en Matagalpa y Las Segovias (Nueva Segovia, Madriz). El mayor enfrentamiento militar se produjo en la decisiva batalla de los cerros Coyotepe y La Barranca entre el 3 y 4 de octubre, donde las tropas estadounidenses derrotaron la resistencia líbero-conservadora.

## Guerra constitucionalista
Su segundo mandato se dio a raíz del golpe de Estado que Emiliano Chamorro Vargas ejecutara contra el gobierno constitucional de Carlos José Solórzano en enero de 1926, Chamorro Vargas tuvo que abandonar el poder ante las presiones estadounidenses, pero en vez de entregar la presidencia al liberal Juan Bautista Sacasa, el vicepresidente del derrocado Solórzano, tal como lo señalaba la Constitución, lo entregó a  Sebastián Uriza el 11 de noviembre de 1926, mismo que luego puso en manos de Adolfo Díaz. 
Los liberales alzados en armas, fijaron un gobierno disidente en la ciudad de Puerto Cabezas (actual Bilwi) en la costa atlántica nicaragüense, respondieron desconociendo al gobierno de Díaz y organizando el Ejército Liberal Constitucionalista dieron inició a la llamada Guerra Constitucionalista.
Los rebeldes contaban con los generales José María Moncada y Eliseo Duarte en la Costa Atlántica y Chontales; Francisco Parajón  en el occidente (Chinandega y León); y Augusto C. Sandino en Las Segovias y Jinotega.
Una vez más, Díaz pidió la intervención de los marines estadounidenses que ocuparon nuevamente el país, hasta su retiro definitivo en enero de 1933 luego de ser combatidos por Sandino.

## Legado
Durante su administración se creó el córdoba como moneda nacional; se aprobó por medio de un tratado la creación de la Guardia Nacional de Nicaragua y se ratificó el Tratado Bryan-Chamorro. 
Se inició la pavimentación de las calles de la capital Managua, siendo alcalde Carlos José Solórzano y se fundó el Instituto Pedagógico de Varones.
Su política y su gestión administrativa fueron siempre una constante demostración a favor de los Estados Unidos de América.
Es una de las personalidades políticas más controversiales y polémicas de la historia política de Nicaragua, porque para la mayoría es visto como el mayor vendepatria o traidor; mientras que para los conservadores proestadounidenses fue un visionario al buscar convertir al país en un protectorado estadounidense o del tipo estado libre asociado. Lo claro, es que fue un hombre sagaz, con una gran capacidad de maniobra que le permitió tener siempre a su favor al gran actor de la política criolla, el gobierno de los Estados Unidos de América; tanto así que en sus momentos superó en la lucha por el poder a cuatro Generales fogueados en la guerra: Juan José Estrada Morales, Benjamín Zeledón, Luis Mena Vado y Emiliano Chamorro.
El senador estadounidense Burton K. Wheeler escribió en una carta al Presidente Calvin Coolidge, refiriéndose a Adolfo Díaz, lo siguiente: 
"ningún gobierno que se respete podría honradamente reconocer a un hombre tan subordinado a un poder extranjero. El lenguaje de Díaz respira traición a su propio pueblo".
Sin duda alguna, sus dos períodos de gobierno conservador estuvieron bajo el auspicio de las fuerzas estadounidenses de ocupación.